# ジョン・スチュアート・カリー
ジョン・スチュアート・カリー（John Steuart Curry、 1897年11月14日 - 1946年8月29日）はアメリカ合衆国の画家である。トーマス・ハート・ベントンとともに1920年代から1930年のアメリカで起こった「リジョナリズム(Regionalism:地方主義)」を代表する画家である。

## 略歴
カンザス州、ジェファーソン郡のDunavantに生まれた。両親は農業を営んでいたが大学で教育を受け、新婚旅行ではヨーロッパを旅したような家庭であった。地元の学校で学び、運動選手として活躍した。家庭にはピーテル・パウル・ルーベンスやギュスターヴ・ドレの複製画があってカリーに美術への興味を持たせた。美術を学び始め1916年にカンザスシティの美術学校に入学し、1か月後にはシカゴの美術学校に移った。シカゴで2年間学んだ後、1918年からペンシルベニア州ビーバー郡のジェネバ・カレッジで学んだ。
1921年に卒業後、イラストレーターとして働き 「 Boys' Life」や「 St. Nicholas」、「County Gentleman」、「サタデー・イブニング・ポスト」などの雑誌の挿絵を描いた。
1926年に1年間パリで学び、ギュスターヴ・クールベやオノレ・ドーミエの作品から影響を受けた。アメリカに戻った後、しばらくニューヨークで過ごし、結婚した後、コネチカット州のウエストポートに移るが、妻は1932年に亡くなった。サーカスと旅をするなどして過ごした後、1934年に再婚した。1930年代の世界恐慌の影響から美術家を救うための公共事業促進局が推進した連邦美術計画の、壁画の仕事などを行った。
アメリカ中西部を中心に描いた画家で、トーマス・ハート・ベントンやグラント・ウッドとともに「リジョナリズム」を代表する画家となった。

## 作品

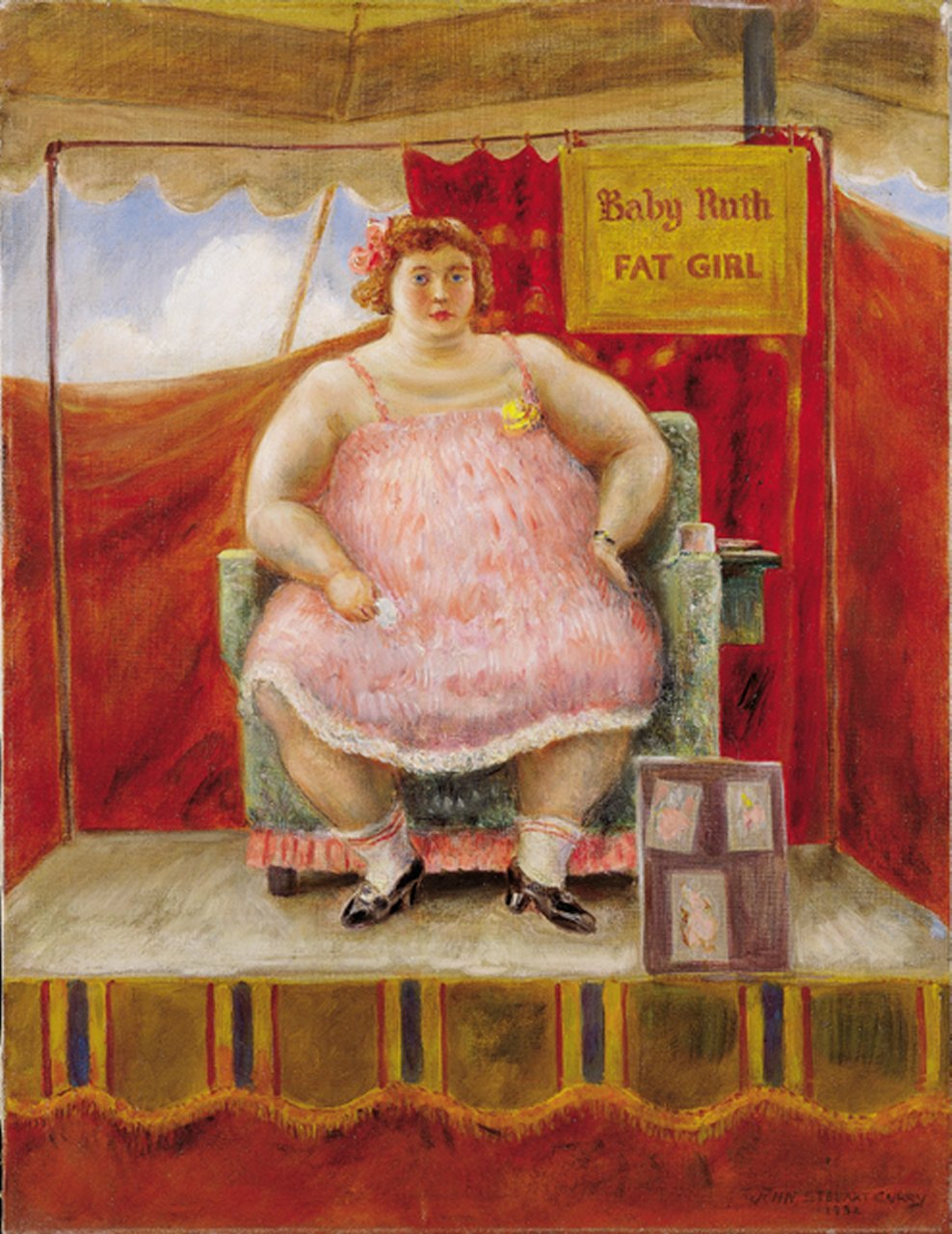
"Baby Ruth" (1832)
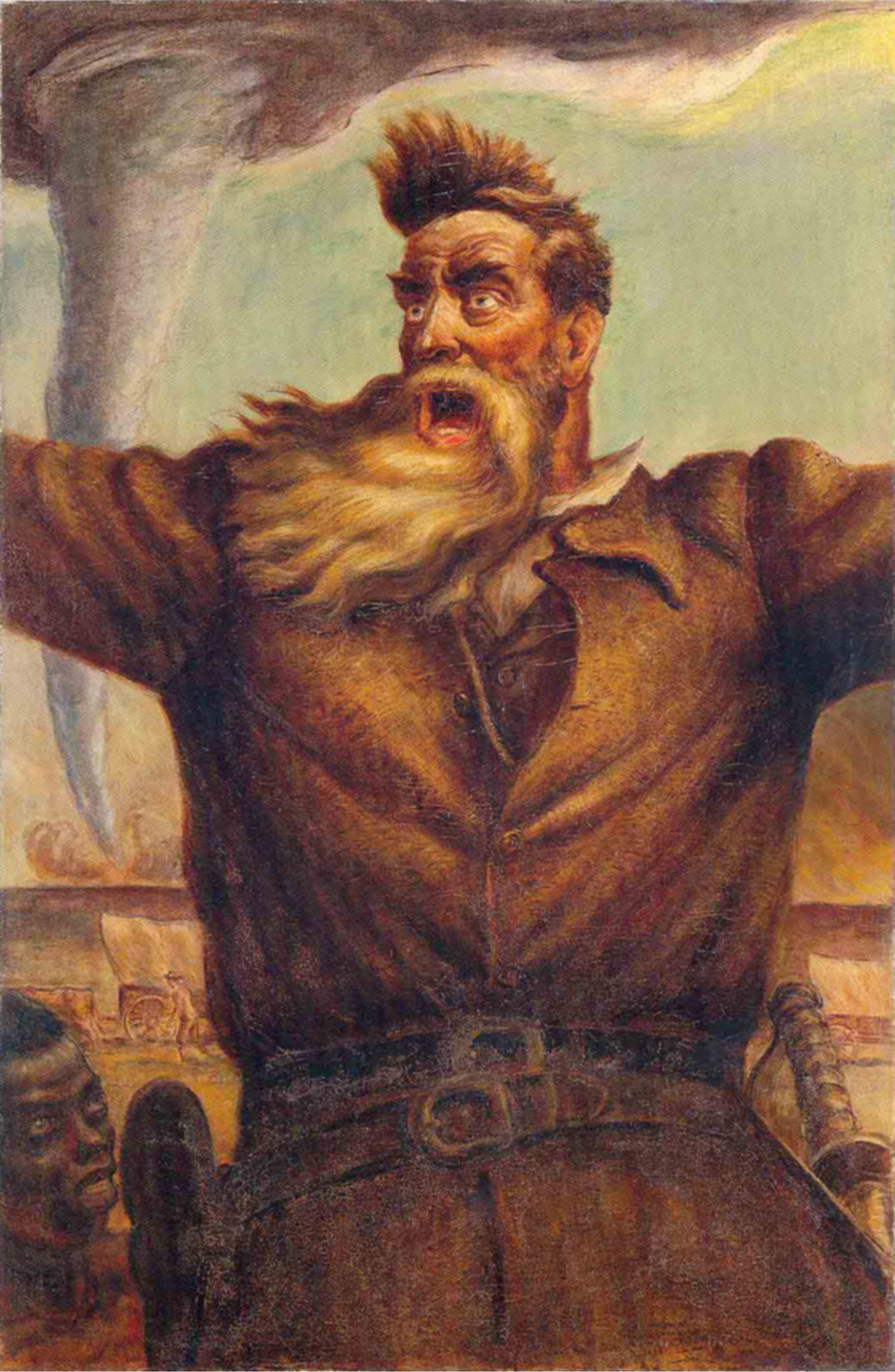
"John Brown"  (1939)
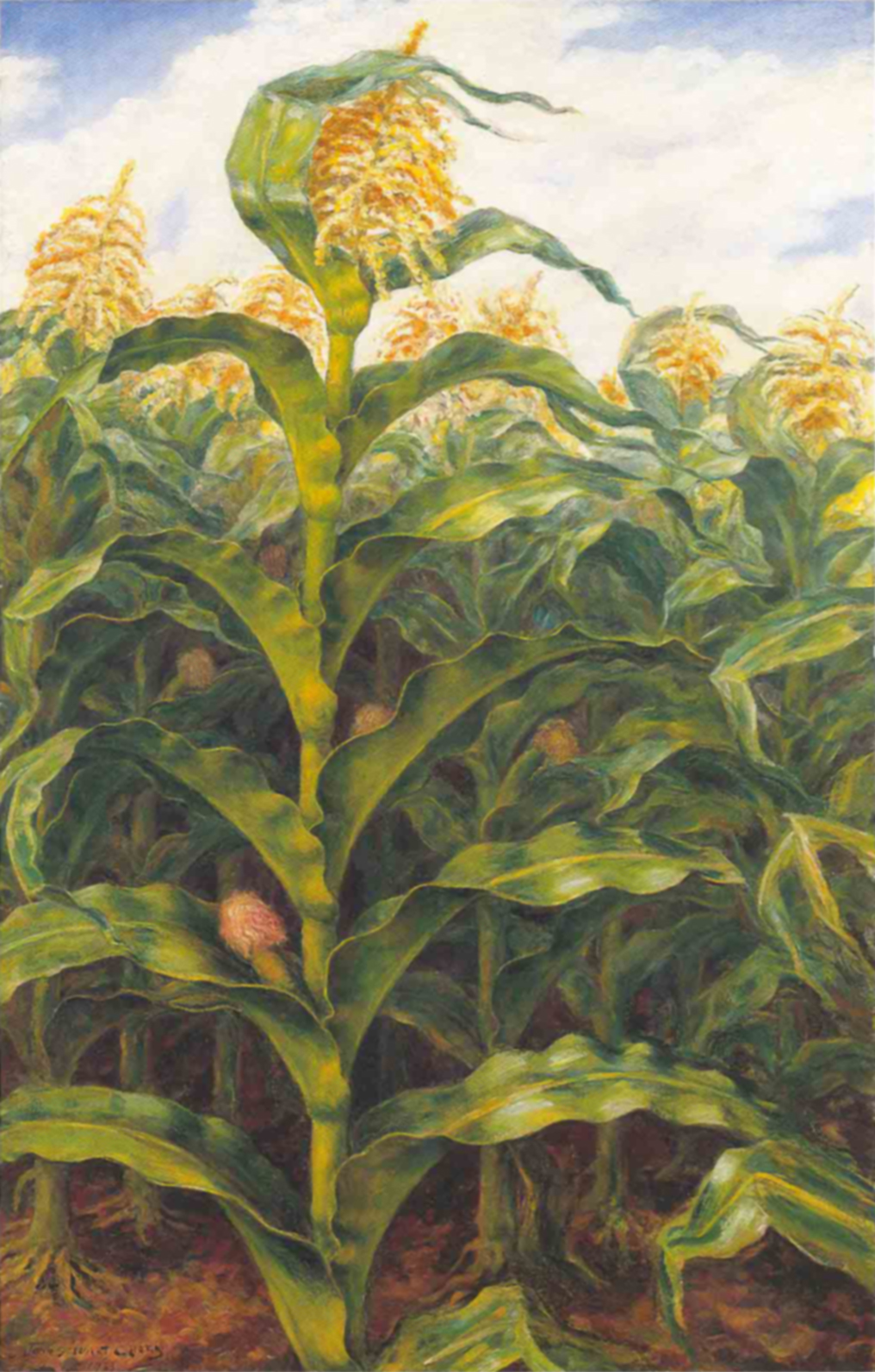
"Kansas Cornfield" (1933)
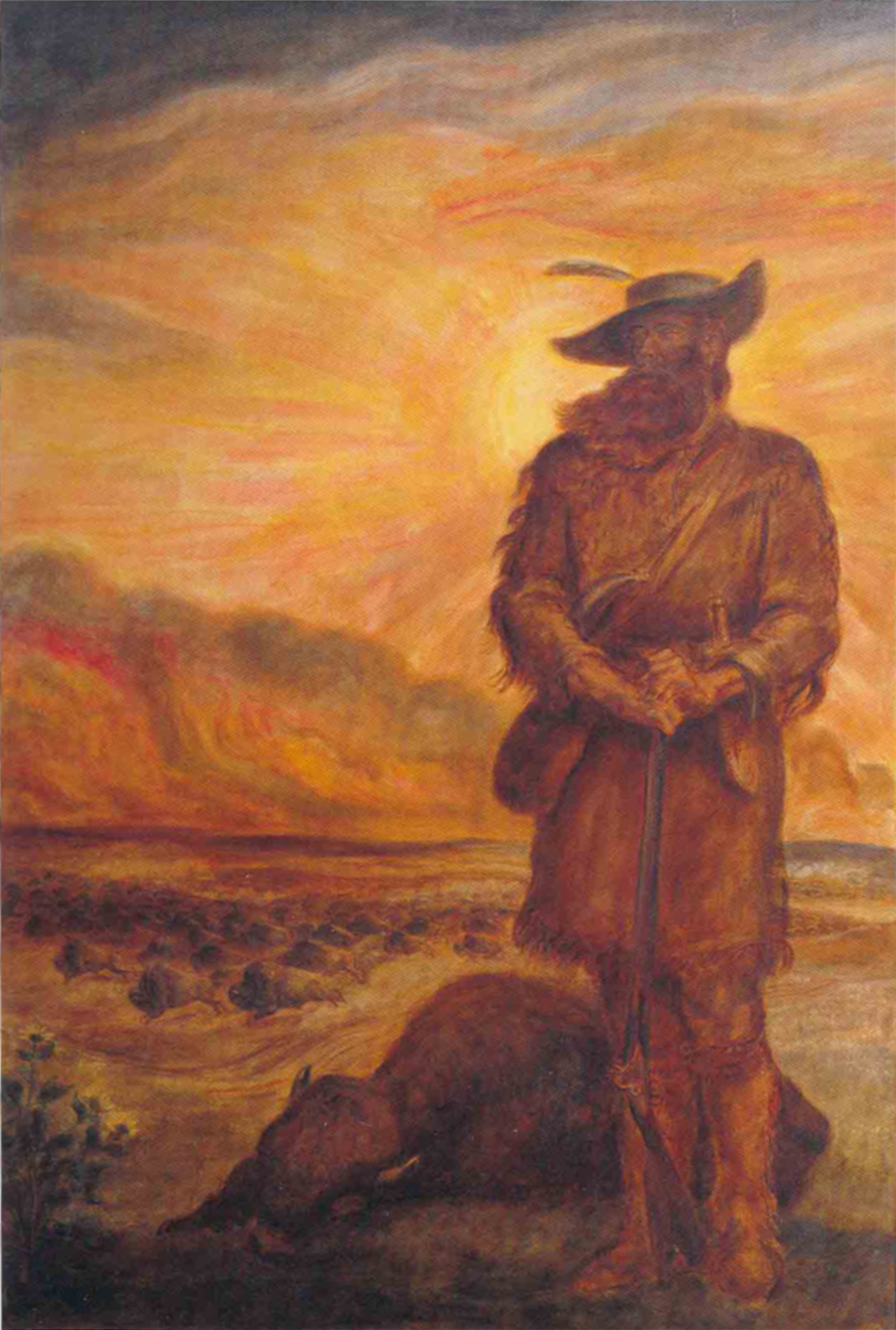
"Tragic Prelude - The Plainsman" (1937)

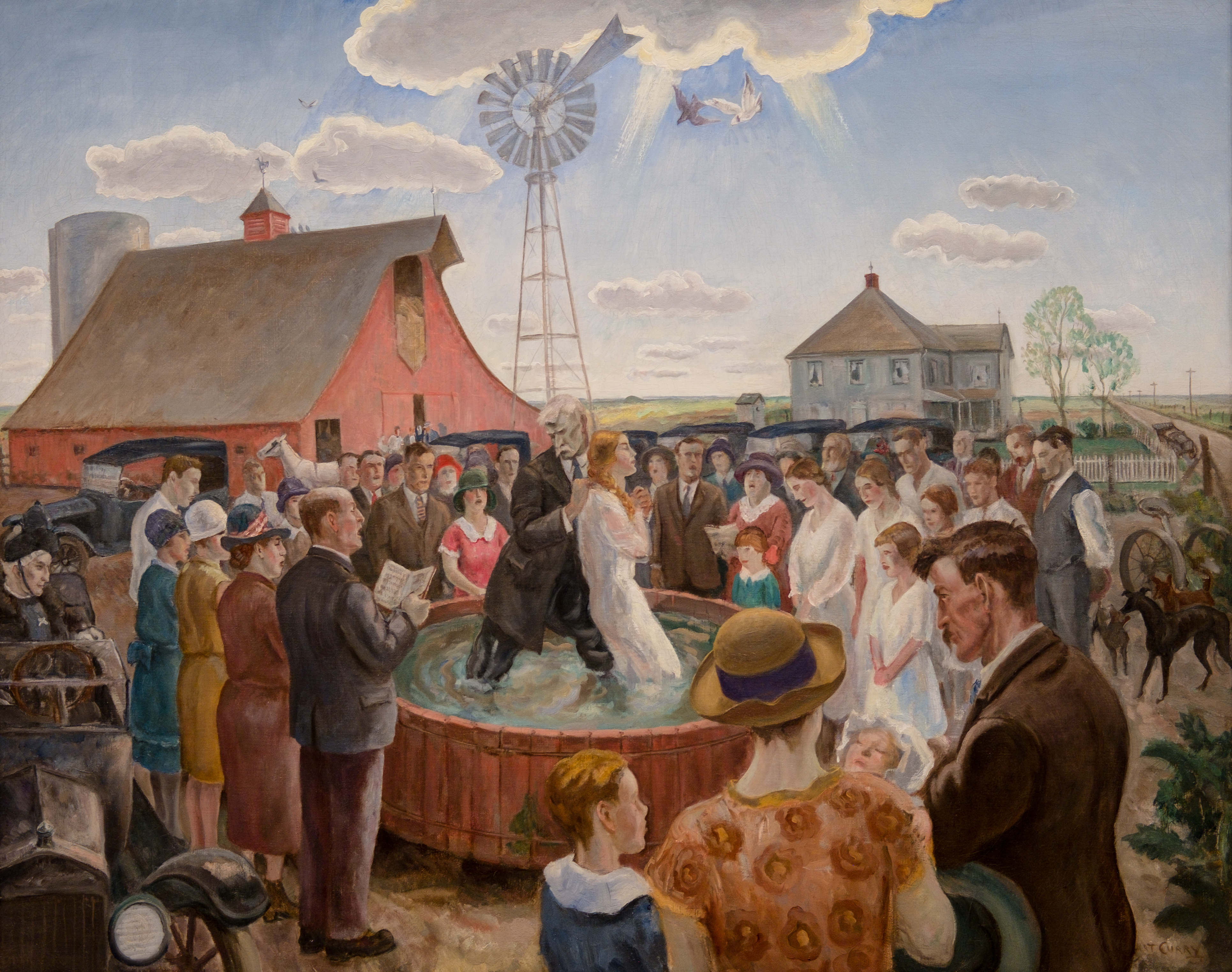
カンサスの洗礼式
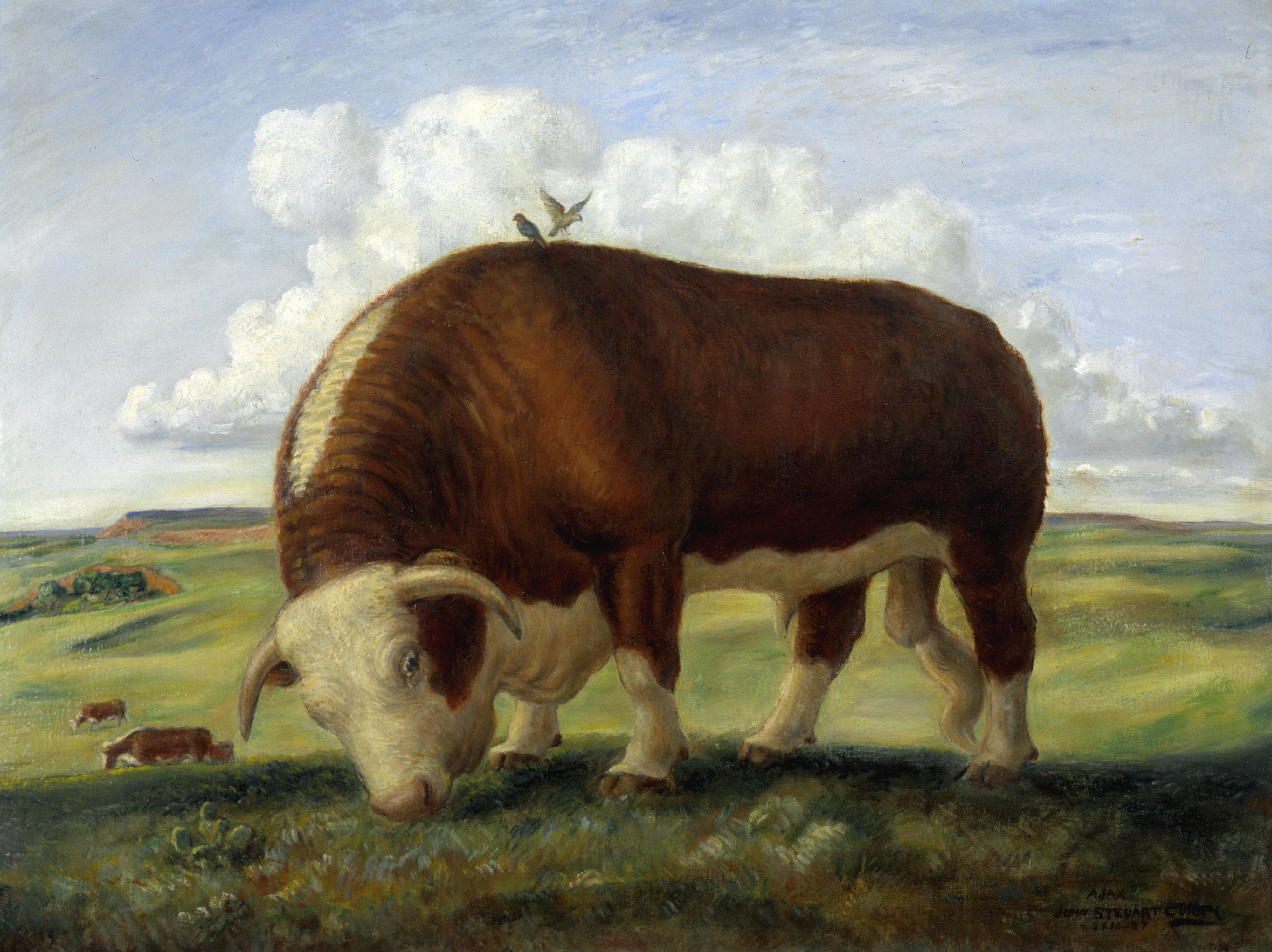
"Ajax" (1936/1937)
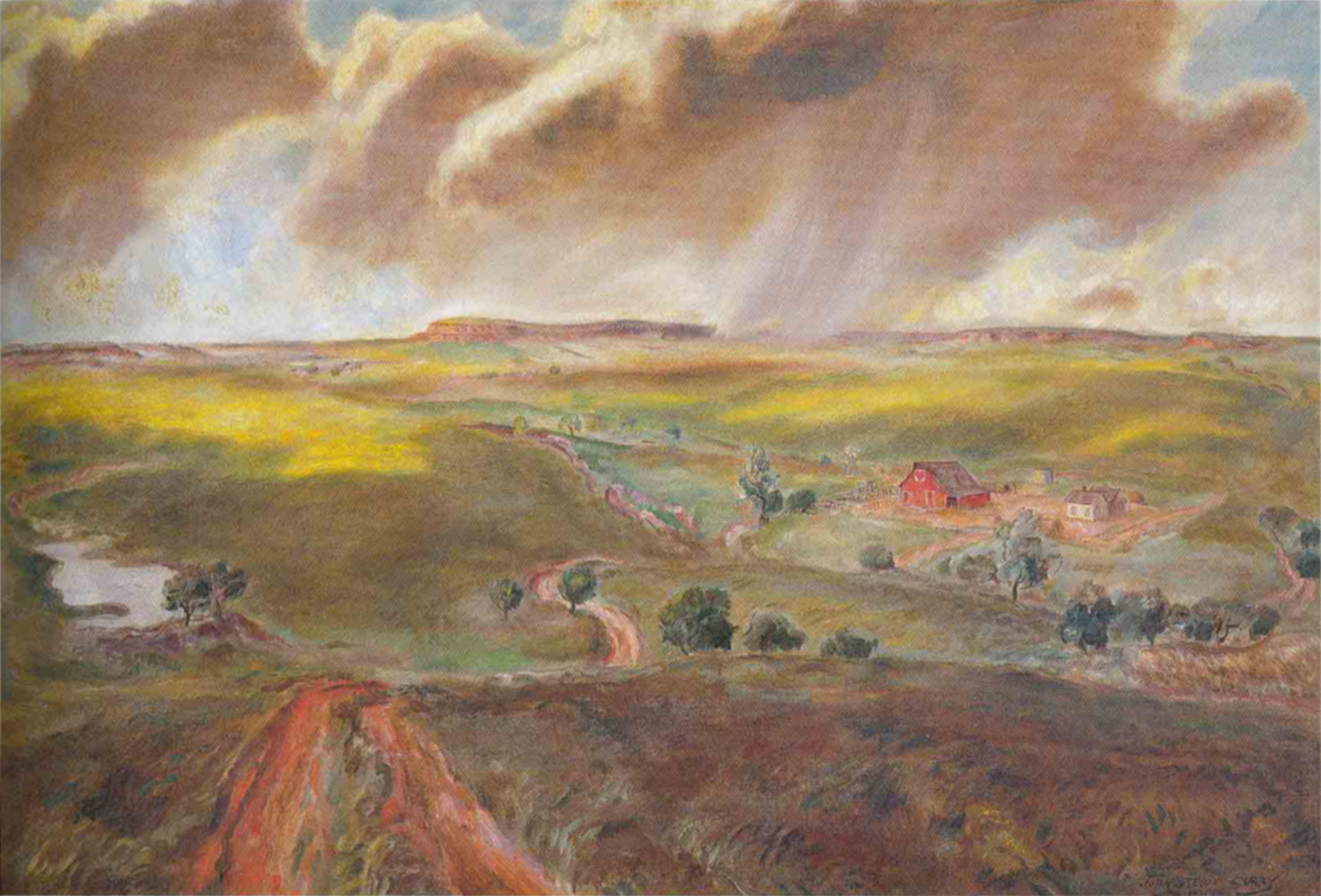
"Spring Shower" (1931)

## 関連図書
- John Steuart Curry: Rural America, edited by Mongerson Wunderlich. Chicago: ACA Galleries, 1991.
- John Steuart Curry: A Catalogue of Reason, edited by Sylvan Cole Jr. New York: Basso Printing Corporation, 1976.
- Czestochowski, Joseph S. John Steuart Curry and Grant Wood: A Portrait of Rural America. Columbia: University of Missouri Press and Cedar Rapids Art Association, 1981.
- Dennis, James M. Renegade Regionalists: The Modern Independence of Grant Wood, Thomas Hart Benton, and John Steuart Curry. Wisconsin: University of Wisconsin Press, 1998.
- Junker, Patricia. John Steuart Curry: Inventing the Middle West. Arizona: Traditional Fine Arts Organization Inc., 2005.
- Kendall, M. Sue. Rethinking Regionalism: John Steuart Curry and the Kansas Mural Controversy. Washington, D.C.: Smithsonian Institutian Press, 1986.
- Mayer, Lance and Gay Myers. "Old Master Recipes in the 1920s, 1930s, and 1940s: Curry, Marsh, Doerner, and Maroger." Journal of the American Institute for Conservation 41, no. 1 (Spring, 2002): 21–42.
- Schmeckebier, Laurence. "John Steuart Curry" Obituaries, College Art Journal. College Art Association v.6.1 (1946): 59–60.
- Schmeckebier, Lawrence E. John Steuart Curry's Pageant of America. American Artists Group Inc., 1943.
- KSHS."Curry's Statehouse Studies" Kansas State Historical Society.